# Power-Snack
Der Power-Snack oder Energie-Riegel (energiereicher Riegel), auch Energy Bar, Power Bar, oder Sport-Riegel genannt, ist eine in der Regel energiereiche Nahrungsergänzung, die man im Reformhaus, Sportgeschäft oder Supermarkt erhalten kann.
Im Wesentlichen handelt es sich um zucker- und fettreiche Riegel, die für Sportler zwar eine durchaus sinnvolle Nahrungsergänzung darstellen können, im Alltag jedoch zu Überernährung und damit zu Übergewicht führen.

## Beschreibung
Unter den verschiedenen Power-Snacks sind für Sportler hergestellte Riegel aus getrockneten Bananen erwähnenswert. Während die Sport-Riegel in verschiedenen Geschmacksrichtungen erhältlich sind (beispielsweise Blaubeer-Nuss, Choco-Crunch, Kokos-Vanille, Kokos usw.), ist der Geschmack der getrockneten Bananen süßlich, ähnlich einer in Honig eingelegten Banane (vergleiche auch Likör aus Moltebeeren).
Je nach Zusammensetzung sollen die Energy-Bars verschiedene Zielgruppen ansprechen. Es gibt Riegel, die sich an Sportler oder Bodybuilder richten, genauso wie Riegel, welche als Mahlzeitersatz oder -ergänzung dienen sollen. Im Bereich des Sports und Bodybuildings werden Energy-Bars hauptsächlich zum schnellen Energiegewinn (durch hohen Anteil an kurzkettigen Kohlenhydraten), aber auch in Form von Weight Gainern zur kontrollierten Gewichtszunahme (durch hohen Energiegehalt) verwendet. Daneben finden sich auch Energy-Bars die sich nicht an Sportler richten, sondern schlicht an Personen, welche diese als Snacks oder als Mahlzeitersatz zu sich nehmen. Die Zusammensetzung ist hierbei in den wesentlichen Punkten dieselbe, kann aber Unterschiede in der Verteilung der Kohlenhydrate aufweisen (längerkettige Kohlenhydrate führen zu einem länger dauernden, gleichmäßigen Blutzuckeranstieg, während kurzkettige Kohlenhydrate zu einem schnellen An- und Abstieg des Blutzuckers führen).

## Geschichte
Der erste Power Bar wurde von Robert Muller, dem Erfinder des Konzepts Gefahrenanalyse und kritische Kontrollpunkte (HACCP), für die Pillsbury Company auf den Markt gebracht. Die Riegel mit dem Namen „Space Food Sticks“ sind ein Nachbau der ersten festen Nahrung, die von einem Astronauten im Weltraum konsumiert wurde. Dabei handelte es sich um kleine Würfel aus getrockneten Bananen, welche von Scott Carpenter 1962 an Bord der Aurora 7 verzehrt wurden. Heute werden die Space Food Sticks von Retrofuture Products in Port Washington (New York) hergestellt. Seitdem wurden zahlreiche Variationen von Energy Bars produziert und zahlreiche Zielgruppen angesprochen. 2012 lag der Umsatz (kombiniert für Müsliriegel und Energy Bars) in den USA bei 5,7 Milliarden US-Dollar.

## Zusammensetzung
Sport-Riegel enthalten meist Glukosesirup, Fruchtzuckersirup, Milcheiweiß, Saccharose, Molkepulver, Pflanzenfett, Kakaobutter, Vollmilchpulver, Eiweißhydrolysat, Maltodextrin, Dextrose, Kakaomasse, Pflanzeneiweiß, Reisextrudat, Lecithin, verschiedene Vitamine, Niacin und Aroma, jedoch sind je nach Hersteller auch Abweichungen möglich. Getrocknete Bananen werden ungeschwefelt im Schnelltrockner behandelt.